# Кубок Европы по бегу на 10 000 метров 2012
Кубок Европы по бегу на 10 000 метров 2012 года прошёл 3 июня на Муниципальном стадионе в городе Бильбао (Испания). Участники разыграли командный приз в соревнованиях у мужчин и женщин.
На старт вышли 87 атлетов из 20 стран Европы, из них 46 мужчин и 41 женщина. Каждая страна могла выставить до 6 человек в каждый из двух командных турниров. Победители определялись по сумме результатов 3 лучших участников.

## Результаты

### Командное первенство
Мужская сборная Испании защитила звание победителей Кубка Европы.
| Место | Команда | Время                                                       | Общее время |
| ----- | --- | ----------------------------------------------------------- | ----------- |
| 1     | Испания · Айяд Ламдассем · Карлес Кастильехо · Мануэль Анхель Пеньяс · Даниэль Санс · Хосе Мануэль Мартинес · Давид Солис | 28.04,22 28.07,50 28.33,99 (28.54,87) (29.06,96) (30.52,01) | 1:24.45,71  |
| 2     | Франция · Денис Майо · Бенжамен Малати · Стефан Лефран · Мохтар Бенхари                                                   | 28.38,59 28.54,99 29.00,02 (DNF)                            | 1:26.33,60  |
| 3     | Португалия · Руй Педру Сильва · Юссеф Эль-Калай · Луиш Пинту · Жозе Рамуш · Рикарду Рибаш                                 | 28.36,32 28.46,64 29.37,52 (29.38,73) (DNF)                 | 1:27.00,48  |
| 4     | Италия |                                                             | 1:27.14,69  |
| 5     | Швеция |                                                             | 1:28.11,50  |
| 6     | Дания |                                                             | 1:28.41,14  |
| 7     | Турция |                                                             | 1:28.55,89  |

| Место | Команда | Время                                                       | Общее время |
| ----- | --- | ----------------------------------------------------------- | ----------- |
| 1     | Великобритания · Джоанн Пейви · Шарлотт Пердью · Джемма Стил · Ханна Уокер · Соня Сэмюелс · Фрейя Маррей            | 31.32,22 32.18,44 32.34,81 (33.10,95) (33.11,53) (33.16,13) | 1:36.25,47  |
| 2     | Италия · Надя Эджафини · Валерия Странео · Елена Романьоло · Клаудия Пинна · Сильвия Вайсстайнер · Федерика Даль Ри | 31.45,14 32.15,87 32.39,12 (33.02,37) (33.13,67) (34.12,88) | 1:36.40,13  |
| 3     | Португалия · Сара Морейра · Ана Диаш · Леонор Карнейру · Ана Мафальда Феррейра · Доротея Пейшоту · Моника Сильва    | 31.23,51 32.20,89 33.06,86 (33.36,53) (DNF)                 | 1:36.51,26  |
| 4     | Беларусь |                                                             | 1:40.12,66  |
| 5     | Испания |                                                             | 1:40.17,54  |

### Индивидуальное первенство
| Место | Атлет                 | Страна     | Время    |
| ----- | --------------------- | ---------- | -------- |
| 1     | Полат Арикан          | Турция     | 27.56,28 |
| 2     | Айяд Ламдассем        | Испания    | 28.04,22 |
| 3     | Карлес Кастильехо     | Испания    | 28.07,50 |
| 4     | Мануэль Анхель Пеньяс | Испания    | 28.33,99 |
| 5     | Стефано Ла Роза       | Италия     | 28.34,54 |
| 6     | Руй Педру Сильва      | Португалия | 28.36,32 |
| 7     | Денис Майо            | Франция    | 28.38,59 |
| 8     | Мустафа Мохамед       | Швеция     | 28.40,71 |
| 9     | Юссеф Эль-Калай       | Португалия | 28.46,64 |
| 10    | Руджеро Пертиле       | Италия     | 28.54,45 |

| Место | Атлет               | Страна         | Время    |
| ----- | ------------------- | -------------- | -------- |
| 1     | Сара Морейра        | Португалия     | 31.23,51 |
| 2     | Джоанн Пейви        | Великобритания | 31.32,22 |
| 3     | Кристель Доне       | Франция        | 31.35,81 |
| 4     | Сабрина Моккенхаупт | Германия       | 31.36,76 |
| 5     | Надя Эджафини       | Италия         | 31.45,14 |
| 6     | Валерия Странео     | Италия         | 32.15,87 |
| 7     | Шарлотт Пердью      | Великобритания | 32.18,44 |
| 8     | Ана Диаш            | Португалия     | 32.20,89 |
| 9     | Джемма Стил         | Великобритания | 32.34,81 |
| 10    | Елена Романьоло     | Италия         | 32.39,12 |